# Condado de McCreary
O Condado de McCreary é um dos 120 condados do estado americano de Kentucky. A sede do condado é Whitley City, e sua maior cidade é Whitley City. O condado possui uma área de 1 115 km² (dos quais 8 km² estão cobertos por água), uma população de 17 080 habitantes, e uma densidade populacional de 15 hab/km² (segundo o censo nacional de 2000). O condado foi fundado em 1912. O condado proíbe a venda de bebidas alcoólicas.